# Rycerzewo (województwo warmińsko-mazurskie)
Rycerzewo – osada w Polsce położona w województwie warmińsko-mazurskim, w powiecie ostródzkim, w gminie Miłakowo.
W roku 1973 jako majątek Rycerzewo należało do powiatu morąskiego, gmina Miłakowo, poczta Miłakowo. Miejscowość leży w historycznym regionie Prus Górnych. W latach 1975–1998 miejscowość administracyjnie należała do województwa olsztyńskiego.
Osada należy do sołectwa Głodówko.